# Il settimo conte di Lucan
Il settimo conte di Lucan (Aiding and Abetting) è un romanzo del 2000 della scrittrice scozzese Muriel Spark.

## Storia editoriale
Il romanzo, il ventunesimo e il penultimo dell'autrice, fu pubblicato dalla Viking Press nel 2000. L'opera ricevette recensioni generalmente positive dalla critica e fu tradotto in diverse lingue, tra cui l'italiano, lo spagnolo, il russo, il rumeno, il ceco, il francese, il mandarino e il tedesco.

## Trama
Parigi, 1999. La psichiatra Hildegarde Wolf ha in cura due uomini (Lucky Lucan e Robert Walker) che affermano di essere Richard Bingham, VII conte di Lucan, un aristocratico britannico che nel 1974 uccise la tata dei figli (avendola scambiata per la moglie) prima di darsi alla macchia. Tuttavia, la dottoressa non può denunciarli all'Interpol perché entrambi la stanno ricattando, dato che entrambi i "conti" sanno che la Wolf altri non è che Beate Pappenheim, una donna tedesca ricercata dalla polizia perché una ventina d'anni prima aveva fatto una fortuna fingendo di aver ricevuto le stigmate. Temendo di essere smascherata, Helidegard lascia Parigi e si rifugia a Londra, dove comincia a fare piani per incastrare i due Lucan.
Intanto nel Regno Unito, Lacey Twickenham, figlia di una vecchia amica di Lucan, decide di scrivere un libro sull'amico di famiglia e, insieme a Joe Murray (un altro vecchio amico del conte) si mette sulle sue tracce. Joe sospetta che alcune vecchie conoscenze di Lucan continuino a dargli i fondi necessari per la latitanza e insieme a Lacey, con cui intraprende una relazione, quasi coglie in flagranza Lucky Lucan in un paio di località della Scozia dove vivono ancora vecchi amici del conte. Lucky Lucan è infatti il vero Richard Bingham e da anni collabora con Walker, che gli fa da sosia per sviare possibili indagini. Tuttavia, con il passare degli anni, tutti gli amici solidali di Lucan sono ormai morti e per questo motivo Lucky e Robert, squattrinati e inviperiti l'uno con l'atro, hanno deciso di tentare di ricattare Hildegarde. 
Sempre sulle tracce di Lucan, Joe e Lacey si recano a Parigi, dove continuano a mancarlo per un soffio. Un paziente di Hildegard, messo al corrente degli eventi, riesce ad aiutare la psichiatra trovando un lavoro per i due "Lucan" in Africa, dove Lucky verrà ucciso dai locali, che in realtà erano intenzionati a uccidere Walker. Dopo essersi liberata dell'ultima prova che la lega al suo passato come Beate Pappenheim, Hildegard torna a svolgere il suo lavoro a Parigi, mentre Joe e Lacey tornano in Gran Bretagna.

## Edizioni
- Il settimo conte di Lucan, collana Fabula, traduzione di Claudia Valeria Letizia, Adelphi, 2002, ISBN 9788845916779.